# Euchalcia emichi
Euchalcia emichi là một loài bướm đêm trong họ Noctuidae.